# Zahlbetrag
Der Zahlbetrag oder auch Zahlungsbetrag oder "Überweisungsbetrag" ist ein insbesondere im Zahlungsverkehr bzw. im Geschäftsverkehr regelmäßig verwendeter Begriff, der besagt, dass alle Auf- und Abschläge in einem zu zahlenden Betrag enthalten sind. Die Gesetzesgrundlage dafür ist § 675q BGB.

## Aufschläge
Typische Aufschläge auf ein Entgelt bzw. einen Nettopreis, die dann im Zahlbetrag enthalten sind, können sein:
- Mehrwertsteuer bzw. Umsatzsteuer
- Ggf. bestehende anzurechnende Guthaben
- Bezugskosten wie u. a.
  - Kosten für Vorhaltung, Im Sinne von "auf Lager / in der Rückhand haben"
  - Kosten für Verpackung und Versand/ Transport
  - andere Steuern und Gebühren wie Zollabgaben bzw. -Gebühren
  - im Flugverkehr können Sicherheitsgelder und Kerosinzuschläge anfallen

## Abschläge
Typische Abschläge von einem Entgelt bzw. einem Nettopreis können sein:
- Preisnachlässe wie das Skonto
- vereinbarte Gutschriften
- bereits in Abzug gebrachte Anzahlungen
- eventuelle Ermäßigungen z. B. für unübliche Eigenleistungen des Leistungsempfängers

## Beispiele für Bereiche, in denen der Begriff sehr präsent ist
- Im Bereich der Krankenhausrechnungen in Deutschland zeigt sich sehr anschaulich, wie unterschiedlich die Basisentgelte gegenüber den abschließend zu zahlenden Beträgen oft sind, verursacht durch:
  - Die Basispreise der Krankenhausbehandlung verändern sich noch sehr stark durch jeweils viele krankenhausspezifische Zu- und Abschläge, allermeistens sind die Zahlbeträge deutlich höher.
  - Solange keine für das laufende Jahr geschlossene Entgeltvereinbarung des Krankenhause vorliegt werden zunächst aus dem Vorjahr abgeleitete Zahlbeträge berechnet, was dort dann zu späteren  Zahlbetragsausgleichen führt, die dann wieder in spätere Preise eingerechnet werden.
- Düsseldorfer Tabelle mit Nennung des Zahlbetrags[2]
- Beim Rentenzahlbetrag[3]